# جيراردو أولوا بيريز
جيراردو أولوا بيريز هو سياسي مكسيكي، ولد في 29 أكتوبر 1965 في Jiquipilas ‏ في المكسيك. نشط حزبياً في حزب الثورة الديمقراطية. وقد انتخب عضو مجلس النواب المكسيك ‏.